# Prats i Sansor
Prats i Sansor (spanisch Prats y Sampsor) ist eine Gemeinde (Municipio) mit 249 Einwohnern (Stand: 2024) in der Provinz Lleida in der Comarca Cerdanya in Spanien. Die Gemeinde besteht aus den Ortschaften Capdevila und el Pla sowie aus den namensgebenden Ortschaften Prats de Cerdanya und Sansor sowie der Weiler Estana.

## Lage
Prats i Sansor liegt etwa 140 Kilometer nordöstlich von Lleida und etwa 120 Kilometer nördlich von Barcelona in den Pyrenäen einer Höhe von ca. 1125 m nahe der Grenze zu Andorra und Frankreich. Der Segre begrenzt die Gemeinde im Nordwesten.

## Einwohnerentwicklung
| 1900 | 1930 | 1950 | 1970 | 1981 | 1991 | 2001 | 2011 | 2021 |
| ---- | ---- | ---- | ---- | ---- | ---- | ---- | ---- | ---- |
| 220  | 159  | 166  | 117  | 120  | 133  | 214  | 284  | 251  |

## Sehenswürdigkeiten
- Serniuskirche in Prats de Cerdanya
- Salvatorkirche in Predanies

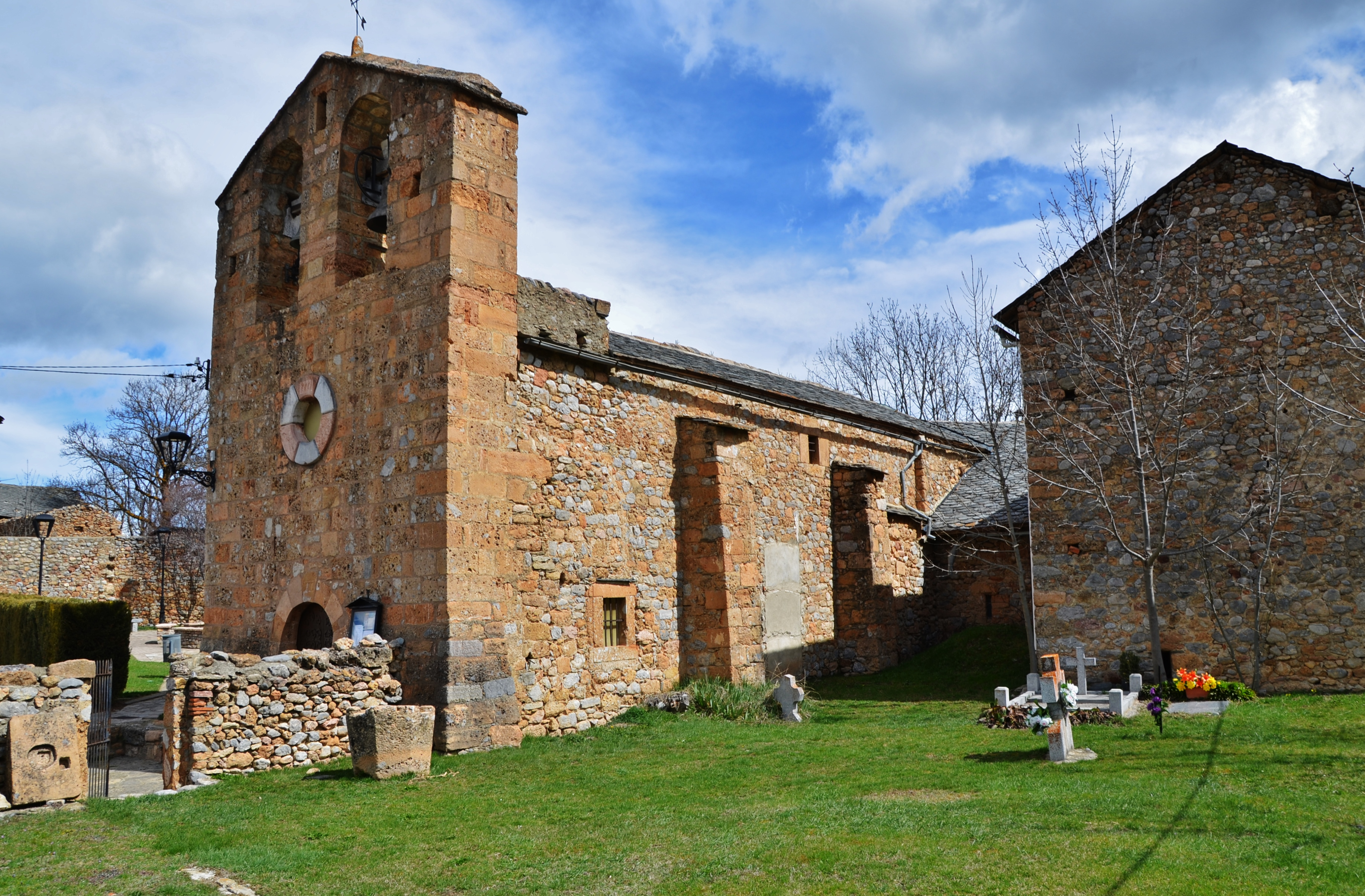
Serniuskirche
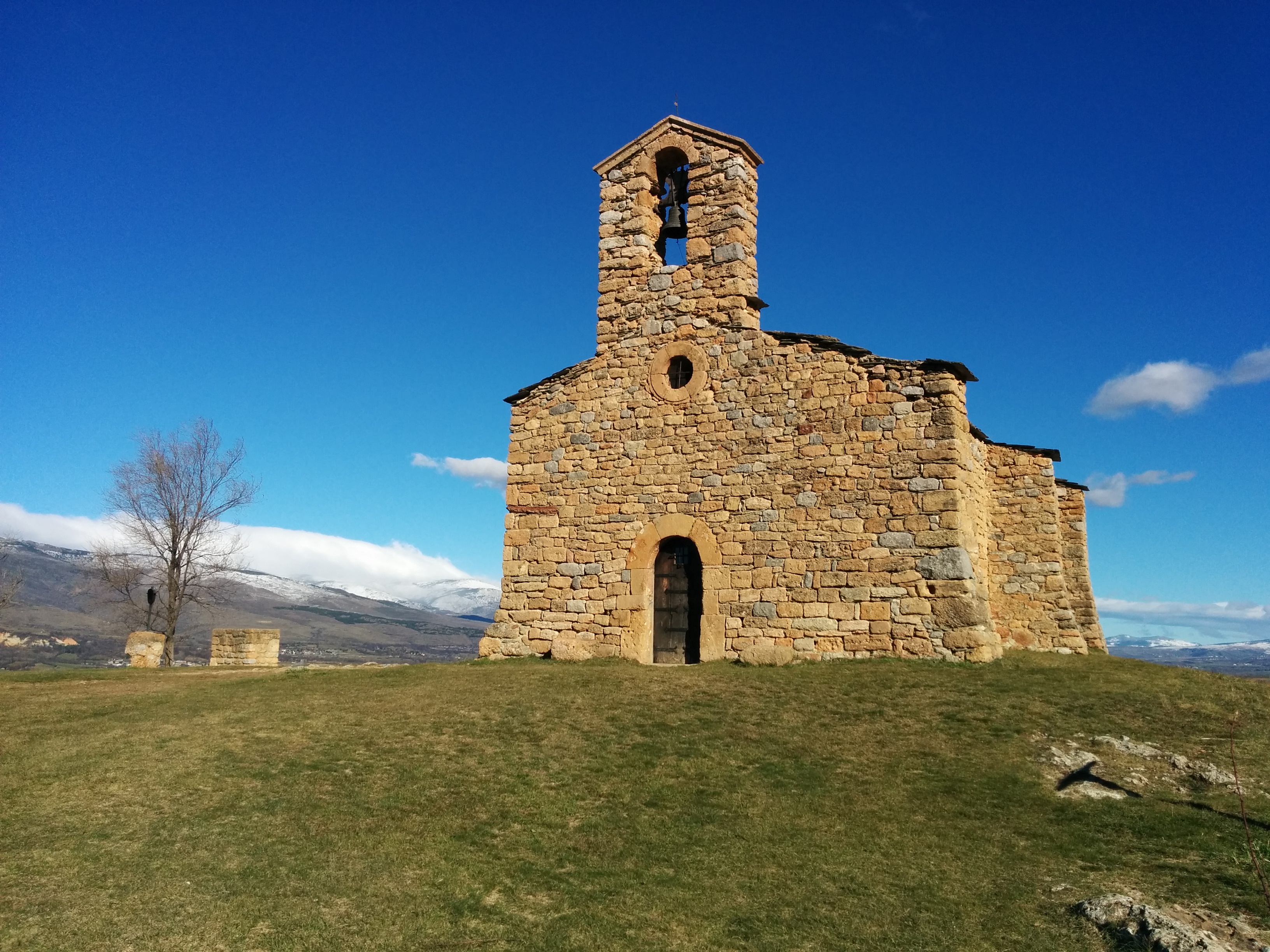
Salvatorkirche